# Fusiella
Fusiella es un género de foraminífero bentónico de la subfamilia Schubertellinae, de la familia Schubertellidae, de la superfamilia Fusulinoidea, del suborden Fusulinina y del orden Fusulinida. Su especie tipo es Fusiella typica. Su rango cronoestratigráfico abarca el Moscoviense (Carbonífero superior).

## Discusión
Clasificaciones más recientes incluyen Fusiella en la superfamilia Schubertelloidea, y en la subclase Fusulinana de la clase Fusulinata.

## Clasificación
Fusiella incluye a las siguientes especies:
- Fusiella asiatica †
- Fusiella hexianica †
- Fusiella hinganlingensis †
- Fusiella jinghensis †
- Fusiella kerameiliensis †
- Fusiella longissima †
- Fusiella mui †
- Fusiella paradoxa †
- Fusiella paratypica †
- Fusiella praelonga †
- Fusiella praetypica †
- Fusiella quasitexana †
- Fusiella segyrdashtiensis †
- Fusiella shanxiensis †
- Fusiella sparsa †
- Fusiella spatiosa †
- Fusiella subtilis †
- Fusiella texana †
- Fusiella typica †

Otra especie considerada en Fusiella es:
- Fusiella carinata †, de posición genérica incierta